# Pedro Ferreira (calciatore 1998)
Pedro Miguel Dinis Ferreira, noto semplicemente come Pedro Ferreira (Marinha Grande, 5 gennaio 1998), è un calciatore portoghese, centrocampista del Santa Clara.

## Caratteristiche tecniche
È un centrocampista difensivo.

## Carriera
Cresciuto nello Sporting Lisbona, nel 2018 viene ceduto in prestito al Mafra con cui debutta fra i professionisti giocando l'incontro di Segunda Liga vinto 1-0 contro il Varzim. Al termine della stagione rimane senza contratto e si trasferisce a parametro zero al Varzim, militante sempre in seconda divisione.
Nell'agosto 2020 si trasferisce in Danimarca firmando con l'Aalborg.
Nel 2024 passa al Santa Clara, nella prima divisione portoghese.

## Statistiche
Statistiche aggiornate al 21 marzo 2021.

### Presenze e reti nei club
| Stagione        | Squadra         | Campionato      | Campionato | Campionato | Coppe nazionali | Coppe nazionali | Coppe nazionali | Coppe continentali | Coppe continentali | Coppe continentali | Altre coppe | Altre coppe | Altre coppe | Totale | Totale | Totale |
| Stagione        | Squadra         | Comp            | Pres       | Reti       | Comp            | Pres            | Reti            | Comp               | Pres               | Reti               | Comp        | Pres        | Reti        | Pres   | Reti   |        |
| --------------- | --------------- | --------------- | ---------- | ---------- | --------------- | --------------- | --------------- | ------------------ | ------------------ | ------------------ | ----------- | ----------- | ----------- | ------ | ------ | ------ |
| 2018-2019       | Mafra           | LdH             | 29         | 0          | CP+CdL          | 0               | 0               |                    | -                  | -                  |             | -           | -           | 29     | 0      |        |
| 2019-2020       | Varzim          | LdH             | 19         | 0          | CP+CdL          | 2+0             | 0               |                    | -                  | -                  |             | -           | -           | 19     | 0      |        |
| 2020-2021       | Aalborg         | SL              | 25         | 0          | CD              | 1               | 0               |                    | -                  | -                  |             | -           | -           | 21     | 1      |        |
| Totale carriera | Totale carriera | Totale carriera | 73         | 0          |                 | 2               | 0               |                    | -                  | -                  |             | -           | -           | 75     | 0      |        |

## Palmarès

### Club

#### Competizioni nazionali
- Liga Portugal 2: 1

Santa Clara: 2023-2024